# 伊藤正次演劇研究所
伊藤正次演劇研究所（いとうまさつぐえんげきけんきゅうじょ、1979年〈昭和54年〉 - 2004年〈平成16年〉）は、俳優・伊藤正次が設立した俳優養成所。現在は名称を改めIto・M・Studioとして、妻・伊藤慶子（水科慶子）がスタジオを主宰、長女・伊藤留奈がIto・M・Studio演技研究クラスを運営している。

## 概要
東京放送（TBSテレビ）の新人女優の登竜門であった ポーラテレビ小説から演技指導を依頼されたことが契機となり、1979年伊藤正次演劇研究所を四谷に設立。既に活躍している俳優はもちろん、演出家、映画監督、音楽家、彫刻家、写真家、画家、メイクアップアーティスト、学生、野球選手、格闘家等々、ジャンルを超え、国籍を越え、表現者を目指すあらゆる分野の人たちが集まる場となった。1985年スタジオを代々木上原へ移し亡くなる2004年まで、「俳優になるのではなく、人間になりなさい」という命題を掲げ数多くの教え子と向き合った。

## 指導した主な俳優
樋口可南子、森下愛子、賀来千香子、斎藤工、貫地谷しほり、裕木奈江、小泉孝太郎、宇梶剛士、菅田俊、春田純一、吉川十和子、緑健児など